# Vladimiro Zegarra Gutiérrez
Vladimiro Aníbal Zegarra Gutiérrez (Cusco, 8 de octubre de 1939) es un político peruano. Fue diputado por Cusco desde julio de 1990 hasta el año 1991 tras ser desaforado y posteriormente enjuiciado por el asesinato contra un miembro de la Policía Nacional del Perú.

## Biografía
Nació en la ciudad del Cusco, el 8 de octubre de 1939.
Fue miembro del partido Cambio 90 fundado por Alberto Fujimori para luego lanzar su candidatura presidencial para las elecciones generales del año 1990. Zegarra participó como candidato a la Cámara de Diputados representando a su natal Cusco y resultó elegido como diputado, obteniendo 2,938 votos, para el periodo parlamentario 1990-1995.
Posteriormente en el año 1991, Vladimiro Zegarra fue desaforado del Congreso de la República y expulsado del partido Cambio 90 tras haber disparado en el abdomen al policía Abraham Román Galiano mediante estado de ebriedad. Fue luego enjuiciado y condenado por el delito de asesinato.
Pese a haber ejercido brevemente su gestión como diputado, Zegarra percibía una pensión de S/.7,539.